# Charinus miskito
Espèce
Charinus miskito est une espèce d'amblypyges de la famille des Charinidae.

## Distribution
Cette espèce est endémique du département de San Andrés et Providencia au Colombie. Elle se rencontre sur l'île de la Providence.

## Description
La carapace de la femelle holotype mesure 2,59 mm de long sur 3,52 mm et celle des mâles 2,44 mm de long sur 3,28 mm et 2,44 mm de long sur 3,40 mm.

## Étymologie
Cette espèce est nommée en l'honneur des Mosquitos.

## Publication originale
- Miranda, Giupponi, Prendini & Scharff, 2021 : « Systematic revision of the pantropical whip spider family Charinidae Quintero, 1986 (Arachnida, Amblypygi). » European Journal of Taxonomy, no 772, p. 1–409 (texte intégral).